# Пінья (царство)
Пінья — держава на території сучасної Центральної М'янми з однойменною столицею, яка прийшла на зміну державі М'їнсайн. Відома також як царство Віджайя. У 1315 році від неї відкололася держава Сікайн. 1364 року знищено державою Сікайну, яка перетворилася на царство Ава.

## Історія
1313 року правитель М'їнсайну — Тхіхатху — переніс столицю Піньї, яке
перейменував на Віджайяпур. На початку основні зусилля були спрямовані на отримання визнання статусу Піньї як спадкоємця Паганського царства. Це призвело до колотнечі в середині правлячої династії, внаслідок чого 1315 року на півночі утворилося самостійне царство Сікайн. Війни проти останнього у 1315—1317 роках були невдалими. В свою чергу це послабило державу, проти якої почалися повстання на півдні. Більше дипломатією, аніжзброєю вдалося повернути їх під контроль, внаслідок чого міста-держави Таунгдвін і Таунгу стали ще більш самостійними, номінально визнаючи зверхність правителів Піньї.
1325 року держава розділилася між Узаною I і Чавсвою I на південну й північну частини. Останній поновив війну проти Сікайна. Невдовзі між Узаною I і Чавсвою I також почалася боротьба, що ще більше послабило Піньї. Цим у 1330-х роках скористалися держави Раман'я і Лаунггьєт, що атакували південь. 1339 року Чавсва I зазнав поразки від Сікайну. 1344 року відбулося об'єднання Піньї.
До 1350 року проходять військові та економічні реформи, що сприяє відродженню царства. Водночас починається нова боротьба з впливовим буддійським духовенством. З кінця 1350-х років постала нова загроза — шанське князівство Маунг Мао. 1358 року повстало Таунгу. 1359 року вдерлися війська Маунг Мао, в битві з якими загинув Чавсва II. В результаті більшість васалів Піньї оголосили про незалежність. 1363 року Пінья визнала зверхність Маунг Мао, спільно з яким атакувало Сікайн. Проте вже у 1364 року шани знову сплюндрували Пінью. Цим скористалися війська Сікайну, що зайняли столицю Піньї. 1365 року було засновано нову столицю — Аву, від якої отримала назву нова держава.

## Територія
Охоплювала долину Іраваді між П'ї на півдні та Тагаунгом на півночі. Втім влада Піньї над прикордонними регіонами, такими як П'ї і Таунгу, була номінальною. В часи розквіту площа становила близько 140 тис. км², у 1325 році — 100 тис. км², у 1358 році — 80 тис. км².

## Устрій
Цар призначав міністрів (аматів — від санскритського «амат'я»), які формували своєрідну раду міністрів (хлутто) з 5 аматів на чолі із головним аматою (махасманом). Окрім останнього іншими аматами були командувач військами, верховний суддя, верховний регистратор, очільник скарбниці. Амати водночас були намісниками найбільших провінцій (таінг), які поділялися на округи (туїки), які складалися з міо (міст) та іва (сіл). Зовнішнім поясом було «кільце» васальних держав Паган, Піндале, П'їнсі, Їндо, Глайндет, Чаукпадаунг, Пахтанаго, Міндон, Таїнгда, Міндат, Кан'їн, М'яунг, М'єде, Салін, Паунглаунг, Легаінг, Салай, Куган Г'ї, Куган Нге, Іватха, Талок, Бангі, Яв, Гтілін, Лаунгшай і Тарраваді, які платили данину.

## Військо
На початку становило 20 тис. вояків. З 1320-х років складалося з 640 важкоозброєних, 1040 кінноти та 300 лучників.

## Економіка
Основу становило землеробство. Держава успадкувала проблеми Паганського царства, де 2/3 оброблюємої землі перебувало у власності буддійських монастирів, які не сплачували податки до державної скарбниці. Водночас змінився клімат — став більшпо сухлим, що зменшилося можливості обробки землі та вирощування харчів.